# Nicoll Halsey
Nicoll Halsey (* 8. März 1782 in Southampton, New York; † 3. März 1865 in Marshall, Michigan) war ein US-amerikanischer Jurist und Politiker. Zwischen 1833 und 1835 vertrat er den Bundesstaat New York im US-Repräsentantenhaus. Der Kongressabgeordnete Silas Halsey war sein Vater und der Kongressabgeordnete Jehiel H. Halsey sein Bruder.

## Werdegang
Nicoll Halsey wurde während des Unabhängigkeitskrieges in Southampton im Suffolk County geboren. Die Familie zog 1793 in den Herkimer County, wo sie sich niederließ, was heute die Town von Lodi im Seneca County bildet. Dort besuchte er Gemeinschaftsschulen. 1808 zog er in den Tompkins County und ließ sich bei Trumansburg nieder. Er war in der Landwirtschaft tätig und betrieb eine Mühle. In den Jahren 1812, 1814, 1815, 1818, 1821 und 1826 hielt er den Posten als Supervisor in Ulysses. Er saß in den Jahren 1816 und 1824 in der New York State Assembly. Zwischen 1819 und 1821 war er Sheriff im Tompkins County. Politisch gehörte er der Jacksonian-Fraktion an.
Bei den Kongresswahlen des Jahres 1832 für den 23. Kongress wurde er im 22. Wahlbezirk von New York in das US-Repräsentantenhaus in Washington, D.C. gewählt, wo er am 4. März 1833 die Nachfolge von Edward C. Reed antrat. Da er auf eine erneute Kandidatur im Jahr 1834 verzichtete, schied er nach dem 3. März 1835 aus dem Kongress aus.
Am 11. Februar 1834 wurde er zum Richter am Tompkins County Court ernannt. Er betrieb wieder die Mühle. Am 3. März 1865 verstarb er auf einem Besuch in Marshall im Calhoun County und wurde dann auf dem Grove Cemetery in Trumansburg beigesetzt.